# DNA-släktforskning
DNA-släktforskning eller genetisk genealogi är DNA-tester som i huvudsak genomförs av privatpersoner. Avsikten är att spåra, bekräfta eller vederlägga biologiska släktband, att kartlägga ursprung i arkeologiska kulturer och migrationer, eller (med låg tillförlitlighet) att få en uppskattning av personens etniska mix, det vill säga sin blandning av rötter i olika geografiska regioner i världen. Ofta krävs omfattande traditionell släktforskning, och att testpersonerna är villiga att dela sina släktträd med varandra, för att slutsatser ska kunna dras av DNA-testerna om släktskap. 
DNA-baserad släktforskning bedrivs även i en mindre omfattande skala inom arkeologi och populationsgenetik, exempelvis i Sverige för att spåra svenskarnas ursprung och genetik, inklusive samernas ursprung. Inom  polisväsendet, i de fall där gärningspersonen lämnat spår, till exempel genom sädesvätska eller blod, kan kriminaltekniska DNA-tester kombinerat med familjesökning göras för att hitta en möjlig misstänkt person eller släktingar till en misstänkt person. 
DNA-tester för släktforskning är inte utformade för att ge medicinsk information, men kan ändå användas för att uppskatta sannolikheten för över 500 ärftliga medicinska tillstånd, något som emellertid innebär risk för misstolkning och oro. Förståelsen av analysresultaten kräver kunskaper i statistik och medicin. Vissa analysföretag har haft inaktuella forskningsresultat i sina databaser, eller har inte varit seriösa.

## Testtyper

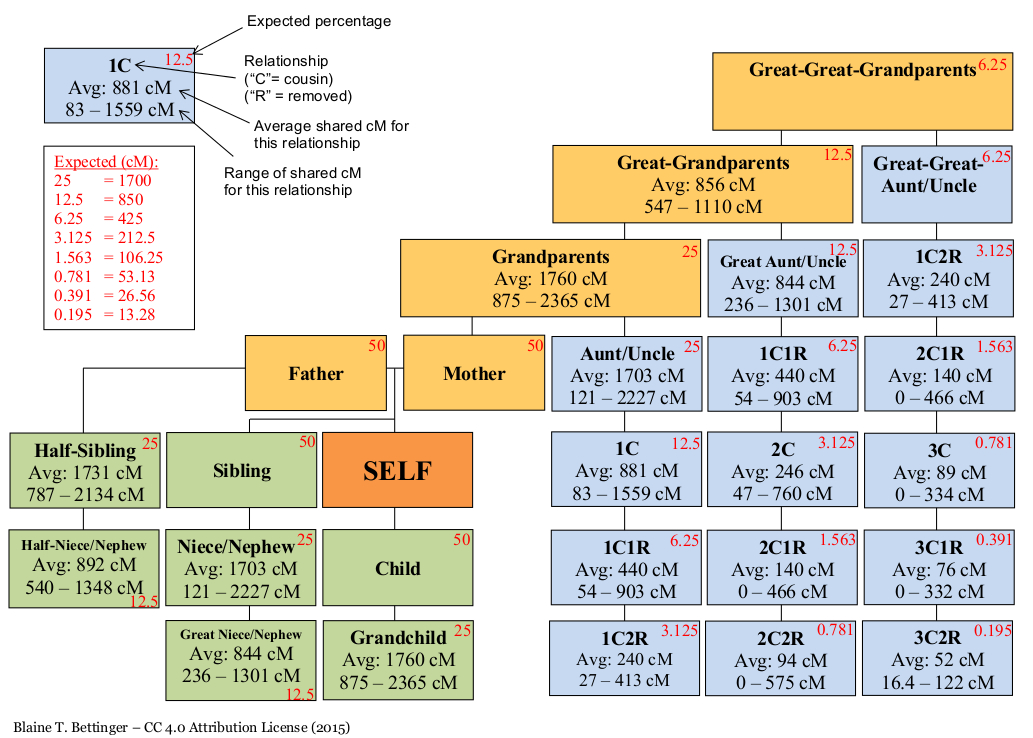
Mängd delat autosomalt DNA, mätt i centiMorgan (cM), vid olika släktskapsrelationer. 3C2R längst ned till höger betyder third-cousin twice removed, det vill säga fyrmänning två släktled bort.

Tre huvudtyper av DNA-tester förekommer, ur vilka olika typer av analys kan göras: Test av 
1. autosomalt DNA, som är en kombination av faderns och moderns DNA, och därmed ärvs från blandade manliga och kvinnliga släktlinjer, exempelvis från morfars farmor;
2. mitokondriellt-DNA (MtDNA), vilket enbart ärvs från mor, mormor, mormors mor, etc, till både söner och döttrar; samt
3. Y-kromosomens DNA (Y-DNA) som ärvs från far, farfar, farfars far, och så vidare, till son.

Detta betyder att endast män kan ta Y-DNA-test, medan både kvinnor och män kan ta övriga tester.
De flesta släktforskare börjar med att ta ett autosomalt DNA-test, eftersom det kan ge ett stort antal DNA-träffar (möjliga släktingar som också har DNA-testat sig och har matchande DNA). Resultatet är dock svårtolkat på grund av slumpmässigheten i vilka anor man har ärvt sitt autosomala DNA ifrån, och är tillförlitligt endast när den gemensamma anan har levt ett fåtal generationer tillbaka. 
MtDNA- och Y-DNA-tester är mer pålitliga, men ger betydligt färre DNA-träffar till släktingar som kan spåras i folkbokföringen, om någon. Detta eftersom de är begränsade till moders- respektive faderslinjen. De möjliggör främst identifiering av moderslinjens eller faderslinjens ursprung i arkeologiska kulturer och förhistoriska migrationer, men har också använts för att säkert verifiera och motbevisa släktträd tillbaka till medeltiden.
Hela arvsmassan behöver inte analyseras, eftersom merparten av den kodande delen av arvsmassan är identisk inom en art. Analysföretagen har valt ut specifika genpositioner som är av intresse, exempelvis för att de är kända för att variera inom populationen, och studerar dem med PCR-teknik. I synnerhet Y-DNA-tester finns i olika nivåer, det vill säga storlekar. Större tester testar fler markörer, det vill säga undersöker fler potentiella mutationer i arvsmassan, och ger bättre precision i uppskattningen av hur många generationer eller år tillbaka en mutation har inträffat. En mindre test kan inte skilja på nära och mer långväga släktskap, utan resulterar i fler träffar (testen hittar fler personer vars gensekvens skiljer med noll mutationer i de testated genpositionerna).

### Autosomalt test — för bestämning av nära släktskap
Autosomer är icke könskromosomer. Av människans 23 kromosompar är 22 autosomer. De bildas när gensekvenser från moderns och faderns autosomala DNA slumpmässigt klipps ihop genom en process som kallas genetisk rekombination och överkorsning. Även slumpmässiga mutationer kan inträffa, vanligen i enstaka baspar. 
Jämförelse av personers automala DNA kan användas för att upptäcka släktskap även till personer som inte tillhör moderslinjen eller faderslinjen, men kan bara användas för att med hög säkerhet identifiera släktskap några få generationer tillbaka. Mängden autosomalt DNA som ärvs från en person tunnas nämligen snabbt ut för varje generation som går. Autosomala tester kan resultera i en stor mängd DNA-träffar (andra testpersoner som individen kan vara besläktade med), längs blandade manliga och kvinnliga linjer, varje träff med ett uppskattat avstånd i släktträdet. Men på grund av den slumpmässiga karaktären och hur mycket DNA som ärvs av varje testad person från personernas gemensamma förfäder, kan exakta slutsatser bara göras för nära relationer. Traditionell släktforskning och delning av släktträd krävs vanligtvis för tolkningen av resultaten. 

#### Sannolikhet att släktskap ger träff
Testföretagen uppger att de kan upptäcka släktskap med sannolikhet enligt följande tabell vid autosomalt test. Olika testföretag har satt olika trösklar på hur korta matchande DNA-segment som ger träff. Notera att företag som ger träff med hög sannolikhet (på grund av låga trösklar) tenderar att även ge många falska träffar, också kallat "brus", särskilt om man har rötter i samma region. Vissa genetiska databaser, exempelvis gratisdatabasen gedmatch.com, tillåter att man justerar ned trösklarna så att man kan få ändå fler träffar, men därmed också ändå mer "brus". 
| Släktskap                 | Släktskap      | Sannolikhet att testföretag upptäcker släktskap | Sannolikhet att testföretag upptäcker släktskap | Sannolikhet att testföretag upptäcker släktskap |
| Svensk term               | Engelsk term   | 23andMe                                         | AncestryDNA                                     | Family Tree DNA Family Finder                   |
| ------------------------- | -------------- | ----------------------------------------------- | ----------------------------------------------- | ----------------------------------------------- |
| Kusiner                   | First cousins  | 100 %                                           | 100 %                                           | 100 %                                           |
| Tremänningar (sysslingar) | Second cousins | 99 %                                            | 100 %                                           | > 99 %                                          |
| Fyrmänningar (bryllingar) | Third cousins  | 90 %                                            | 98 %                                            | > 90 %                                          |
| Femmänningar              | Fourth cousins | 46 %                                            | 71 %                                            | > 50 %                                          |
| Sexmänningar              | Fifth cousins  | 15 %                                            | 32 %                                            | > 10 %                                          |
| Sjumänningar              | Sixth cousins  | 4 %                                             | 11 %                                            | < 2 %                                           |

Likheterna mellan två eller flera personer kan visas med en kromosomkarta. Om två personer med likheter i DNA:t har överkorsning på samma position i en kromosom indikerar det att överkorsningen uppstod vid samma rekombinationstillfälle och att personerna således tillhör samma släktgren.

#### Uppskattning av hur avlägset släktskapet är
Två personer som är nära släkt har ofta långa identiska gensekvenser i de autosomala kromosomerna. Längden av de identiska gensekvenserna kan mätas i antal baspar, alternativt i antal centimorgan (cM), och kan användas för att uppskatta närheten i släktskap mellan personerna. En grov approximation är att mängden gemensamt autosomalt DNA i cM halveras mellan två personer för varje hopp som skiljer dem i släktträdet, och halveras ytterligare vid halvsyskon istället för helsyskon. Likheter är emellertid resultat av slumpmässiga processer, och är inget exakt mått på avståndet i släktskap. Utifrån antal centimorgan kan man få reda på sannolikheten för olika typer av släktskap med hjälp av The Shared cM Project tool.
Populationer från isolerade regioner, exempelvis norra Norrland eller Finland, kan ha haft liten genpool lång tid under historien, och då kan  anförluster ha varit vanliga så att det finns släktskap många vägar till samma person, lång tid tillbaka i tiden. Därmed kan det finnas många korta identiska gensekvenser även vid långväga närmaste släktskap, och då kan likheter i autosomalt DNA ge intryck av närmare släktskap än verkligheten. Längden av den längsta identiska sekvensen kan då vara ett något säkrare mått för att uppskatta närmaste släktrelation än den totala längden av lika sekvenser, korta såväl som långa.

#### Etnisk mix

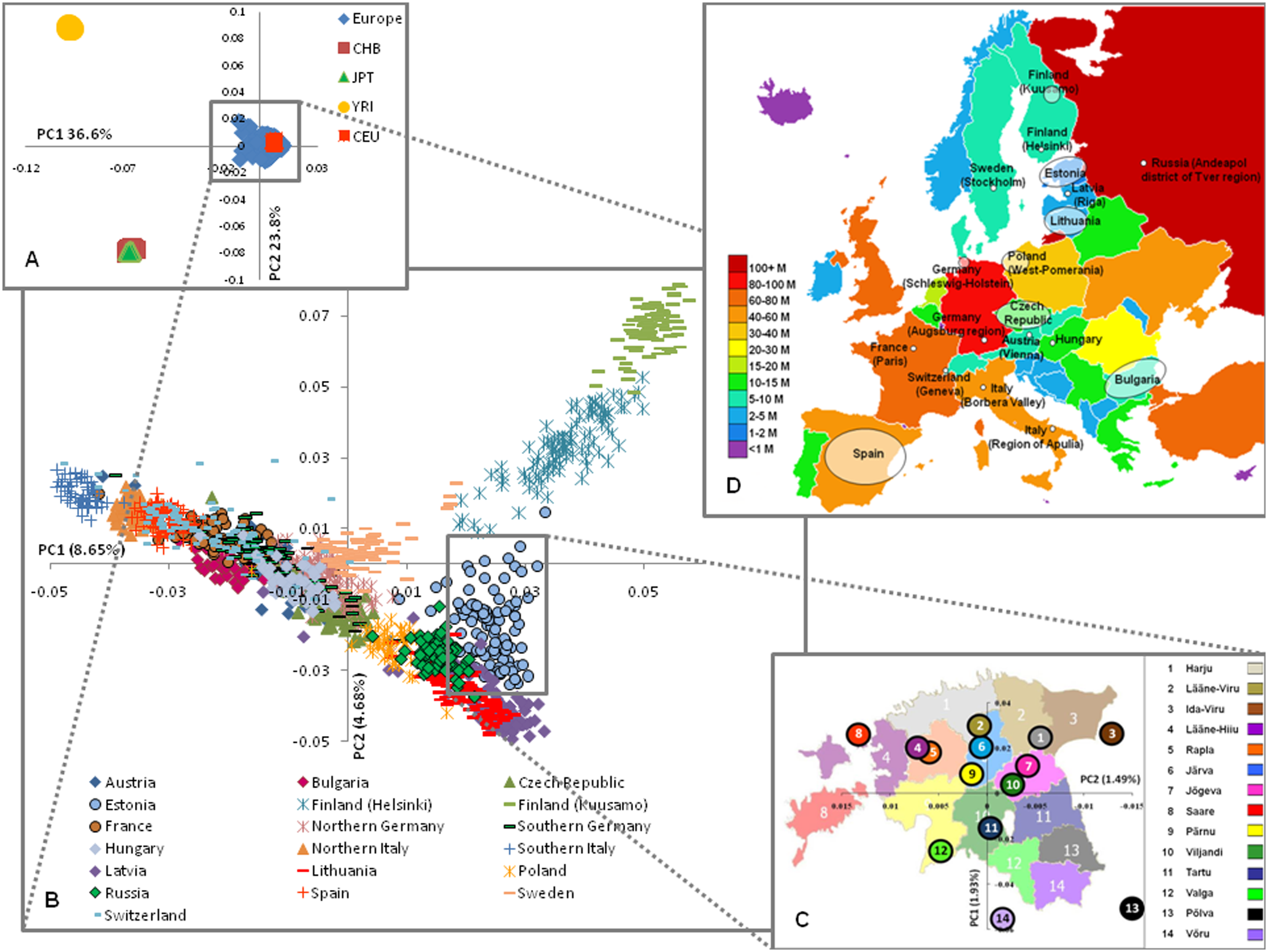
Ju kortare avståndet är mellan länder i PCA-diagrammet, desto större är sannolikt likheten mellan testpersonernas autosomala DNA i ländernas befolkning, och desto närmare är sannolikt testpersonernas släktskap. I detta fall har det autosomala DNA:t först reducerats till två dimensioner.

Ur det autosomala DNA:t uppskattar testföretagen personens "etniska mix" eller "etnicitetsuppskattning" i betydelsen hur stor procentuell likhet personens autosomala DNA har med olika populationskluster eller regionala referensgrupper. (Notera att etnicitet i det svenska språket vanligen avser kulturella rötter, men i detta sammanhang avser biogeografisk härkomst). Skandinavien och Finland är två exempel på vanliga indelningar i referenspopulationer.
Dramatiskt motstridiga resultat kan erhållas för samma testperson från olika testföretag, och även för förälder/barn och helsyskon från samma testföretag. Ibland kan ett testföretag säga att personen har några procent från en annan kontinent i sin etniska mix, och övriga testföretag ge noll procent från den kontinenten. Orsaken är att företagen har olika algoritmer för ändamålet och olika testpersoner i sina referensgrupper, att testpersonerna kan ha blandade och okända rötter långt tillbaka i tiden, och att en individ bara har ärvt en slumpmässig delmängd av sina anors DNA. Algoritmen kan vara känslig för att vissa geografiska regioner har drabbats av flaskhalseffekter under historien och några få individers DNA därför kan ha fått stor spridning bland dem och slår igenom mer än DNA från andra regioner. Det kan också spela roll att referensgrupperna som testföretagen använder sig av är deras kunder, och inte är ett slumpmässigt utvalt representativt stickprov av befolkning från olika regioner. Att särskilja närliggande biogeografiska områden inom länder och kontinenter är ändå svårare, eftersom migrationsströmmar mellan närliggande regioner har inträffat mer ofta och mer nära i tid under historiens gång.

### MtDNA- och Y-DNA-test — för bestämning av haplogrupp

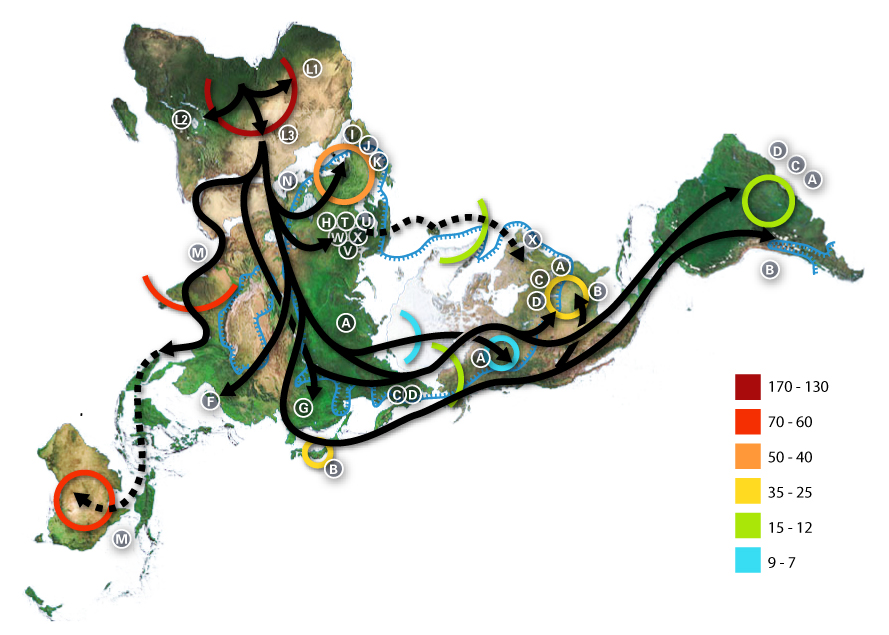
Karta över hur MtDNA-haplogrupper har migrerat ut ur Afrika (överst till vänster). Nordpolen är kartans centrum. Siffrorna anger antal tusen år innan nutid. Den blå kurvan indikerar ytan som täcktes av is eller tundra under senaste istiden.

Mitokondriellt DNA (MtDNA) ärvs av både kvinnor och män, men enbart från moderslinjen, från mor, mormor, och så vidare, hos människan tillbaka till Mitokondrie-Eva. MtDNA finns i cellerna men tillhör inte kromosomerna och cellkärnan. 
Y-kromosomen är en allosom (könskromosom) hos bland annat däggdjur. Y-kromosomens DNA (Y-DNA) ärvs bara av män från faderslinjen, det vill säga från far, farfar, och så vidare, hos människan tillbaka till Y-kromosoms-Adam. 
För både MtDNA och Y-DNA gäller att de förändras enbart genom slumpmässiga mutationer som inträffar i genomsnitt med ett visst antal generationers mellanrum (olika frekvens i olika regioner av DNA:t), vilket kan nyttjas för att uppskatta avstånd i släktskap vid ett stort antal generationer. MtDNA innehåller färre baspar än Y-DNA och muterar därför mer sällan, och möjliggör därför inte lika god precision i tidsuppskattningen som Y-DNA.
MtDNA- och Y-DNA-test ger emellertid mycket litet antal, om några, DNA-träffar med tänkbara släktingar som är så nära släkt att släktskapet går att spåra i kyrkböcker och andra register. MtDNA- och Y-DNA-test används för att identifiera arkeologiska kulturer och migrationsvägar för en persons förfäder längs en strikt morslinje eller en stram farslinje. 

#### Haplogrupper
Individer med liknande gensekvens i Y-DNA:t eller MtDNA:t bildar en haplogrupp eller undergrupp. Befolkningen kan därmed delas upp i en hierarki, ett så kallat fylogenetiskt träd, av avgränsade MtDNA-haplogrupper. Män kan dessutom delas upp i en annan hierarki av Y-DNA-haplogrupper. 
Haplogrupper kan betecknas med en lång kod, exempelvis Y-DNA-haplogrupp I1a2b1 som är vanlig bland svenska män, där I1 är en undergrupp till I, I1a en undergrupp till I1, I1a2 till I1a, och så vidare. Varje tecken som läggs till beteckningen motsvarar en eller flera mutationer som förorsakat en förgrening av det fylogenetiska trädet. En nackdel med denna längre kod är att den kan komma att förändras när tidigare okända förgreningar upptäcks. Ovanliga förgreningar får därför inget nytt långt namn. Alternativt betecknas undergruppen med en så kallad kort kod, i vårt exempel I-Z2541, som innebär haplogrupp I med den undergrupp som har Z2541 som definierande (senast inträffade gemensamma) mutation. Se nedan hur mutationer betecknas.
När en testperson registrerar sin haplogrupp i en släktforskningsdatabas brukar personen ombes att uppge namn, ort och födelseår för tidigast kända ana (engelska most distant ancestor, MDA) enligt släktforskningen längs en strikt moderslinje ― sin tidigast kända mormors mormors mormor och så vidare  ― vid MtDNA-test. Vid Y-DNA-test efterfrågas istället MDA längs faderslinjen ― farfars farfars farfar och så vidare så långt man känner till. De testpersoner som har uppgett samma MDA baserat på sin släktforskning tillhör samma MDA group i listor över DNA-testresultat. 
Om flera personer delar samma haplogrupp kan man ibland i släktforskningen identifiera senast gemensamma ana (engelska most recent common ancestor, MRCA), det vill säga den person efter vilken haplogruppen förgrenades i flera undergrupper. I så fall kan släktforskningen sägas vara DNA-verifierad tillbaka till den personen. Om det är en kvinna krävs det alltså att matrilinjära ättlingar till minst två av personens döttrar delar MtDNA-haplogrupp, och vid en man att patrilinjära ättlingar till minst två av dennes söner delar YDNA-haplogrupp. TMRCA är antal generationer eller år tillbaka till att den gemensamma anans definierande mutation senast kan ha inträffat. Oavsett om personen är känd i släktforskningen eller ej så kan TMRCA uppskattas baserat på antal mutationer som skiljer testpersonerna, enligt principen om DNA:ts molekylära klocka. TMRCA kan uttrycks i år baserat på att det i genomsnitt under historien varit ungefär 30 år mellan varje generation. I databaser över haplogrupper presenteras TMRCA för varje grupp, men också en uppskattning av när gruppen tidigast formades, vilket är samma som TMRCA för nästa tidigare förgrening av det fylogenetiska trädet.

### X-kromosom
Autosomalt test kombineras ofta med test av X-kromosomens gensekvens. Det resultatet är emellertid mer svårtolkat. X-kromosomen är en könskromosom kvinnor har två av (en från varje förälder), och män en av (som de får av sin mor). X-kromosomen kan inte ärvas från far till son, men från far till dotter och från mor till son eller dotter. Genetisk rekombination inträffar mer sällan i X-kromosomen än i de autosomala kromosomerna. X-kromosomen ärvs helt oförändrad från far till dotter, utan genetisk rekombination, eftersom han skickar vidare hela den X-kromosom han har fått från sin mor, med undantag för att enstaka mutationer kan inträffa, om än mycket sällan.

## Mutationer

En SNP (enbaspolymorfi) innebär att ett DNA-segment hos individ 1 skiljer från motsvarande segment hos individ 2 i ett baspar. I detta fall har bokstaven C ersatts av T.

Mutationer är slumpmässiga förändringar av DNA-sekvensen. De allra flesta mutationerna repareras av cellerna själva. En mutation i könscellerna som inte repareras, utan sprids genom fortplantningen till nya individer som överlever och i sin tur kan fortplanta sig förorsakar en alternativ allel, det vill säga en ny variant av gensekvensen som får spridning i befolkningen. Vissa alleler ger upphov till nya egenskaper (en ny morf, det vill säga form, inom arten), medan andra saknar biologisk betydelse. Mutationer i kontext av DNA-släktforskning brukar endast avse sådana mutationer som ger upphov till alleler.
Uppstår allelen i Y-kromosomen eller i MtDNA så kan det fylogenetiska trädet förgrena sig i den ursprungliga haplogruppen och en undergrupp till densamma. Nya alleler uppstår i genomsnitt var 130:e år i människans Y-kromosom längs en viss faderslinje. Alleller uppstår genomsnittligen med 20 000 års intervall i människans MtDNA längs en viss moderslinje. Frekvensen beror av vilken region i kromosomen man studerar. Exempelvis är frekvensen av alleler högre i det icke-kodande DNA:t, eftersom mutationer som uppstår där mer ofta ger upphov till levnadsdugliga individer.
Den vanligaste formen av allel är en SNP, det vill säga en avvikelse i ett enstaka baspar på en specifik position (loci). En bokstav (G, T, A eller C) har således bytts ut mot en annan. SNP:er som hittills bara upptäckts hos en testperson i världen kallas privata. En haplogrupp motsvarar en sekvens av SNP:er. Haplogruppen definieras genom den sist inträffade icke-privata SNP:n, som kallas "definierande" eller "avslutande" (eng. terminating) SNP. 
En annan typ av allel som kallas STR (Short Tandem Repeat) innebär att en repetition av en genföljd tas bort eller läggs till i en mikrosatellit. Haplogrupp och SNP:er kan predikteras (uppskattas) baserat på STR:er.  
Enklare Y-DNA-tester kartlägger enbart några tiotal STR-markörer som är särskiljande för de vanligaste haplogrupperna. Utifrån testresultatet kan man göra en prediktering av vilken haplogrupp personen tillhör. Större Y-DNA-tester kartlägger istället ett stort antal SNP:er. Den som har gjort ett litet Y-DNA-test kan komplettera med test av specifika SNP:er, eller av ett standardpaket av SNP:er som är vanliga inom den haplogrupp man har blivit predikterad att tillhöra. En sådan stegvis strategi kan för vissa personer vara billigare än att göra ett stort SNP-baserat Y-DNA-test. Ett stort Y-DNA-test brukar emellertid innebära att man gör ett bidrag till forskningen i form av upptäckt av nya hittills okända SNP:er och förgreningar av trädet.

### Beteckning av mutationer
Varje SNP-mutation som har hittats i människans MtDNA har en kod enligt standarden Cambridge Reference Sequence (CRS) från 1981, som ersattes med revised CRS (rCRS) 1999, som beskriver avvikelser jämfört med en referensperson med europeisk härkomst, inom haplogroupp H2a2a1. Standarden Reconstructed Sapiens Reference Sequence (RSRS) från 2012 beskriver istället MtDNA-mutationens avvikelse från mitokondriske Eva.
Varje vanligt förekommande STR i Y-DNA har fått en kod som börjar på DYS, DYZ eller DYF följt av ett nummer.

## Svenskarnas ursprung och genetik
Genetisk forskning har resulterat i ny kunskap om migrationsströmmar från olika väderstreck till det område som idag är Sverige, och om hur dessa har gett upphov till en genetisk blandning bland dagens svenskar. Under förhistorisk tid nåddes den europeiska kontinenten av tre stora invandringsvågor av människor från andra kontinenter, och som med tiden också kom att befolka det som skulle bli Sverige: (1) Jägare-samlare, (2) de första bönderna, samt (3) stäppherdar. Därefter har inga stora migrationer skett till Europa från andra kontinenter fram till modern tid. (4) En mindre immigration av ett finsk-ugriskt folk från Ryssland och en rad inomeuropeiska folkvandringar och vattenburna migrationer har dock bidragit till den svenska befolkningens genpool och kultur under historiens gång.
DNA har testats för en rad arkeologiska fynd i och kring Sverige, de äldsta 10 000 år gamla, och i flera fall har motsvarande haplogrupp hittats i befolkningen idag, och släktskap således bevisats längs en strikt manlig eller kvinnlig släktlinje.
Följande tabell visar hur frekventa (i procent) MtDNA-haplogrupper är bland nu levande testpersoner som har svenska som modersmål eller vars tidigast kända ana på moderslinjen föddes inom dagens Sverige, samt några jämförelsepopulationer.
| Härkomst\MtDNA-haplogrupp                    | L   | HV  | H    | H1+H3  | H5    | HV0+V | J   | T1  | T2  | U2  | U3  | U4  | U5   | U   | K   | I   | W   | X   | Övriga | Antal testpersoner |
| -------------------------------------------- | --- | --- | ---- | ------ | ----- | ----- | --- | --- | --- | --- | --- | --- | ---- | --- | --- | --- | --- | --- | ------ | ------------------ |
| Hela Sverige modern tid                      | 0,6 | 0,5 | 45,8 | (31,5) | (2,2) | 5     | 7,7 | 2,7 | 4   | 0,8 | 0,6 | 3   | 12,1 | 2,8 | 6,4 | 2,8 | 1,3 | 1,3 | 2,5    | 637                |
| Samisktalande idag (Sverige, Finland, Norge) | 0   | 0   | 3,8  |        | (0)   | 41,6  | 0   | 0   | 0,4 | 0   | 0   | 0   | 48   | 0   | 0   | 0   | 1,4 | 0   | 4,6    | 499                |
| Finland modern tid                           | 0   | 0   | 36,3 | (19)   | (2,3) | 7,3   | 5,9 | 2   | 2,4 | 0,6 | 0   | 1,1 | 20,7 | 0,8 | 4,5 | 4,2 | 9,6 | 1,3 | 3,3    | 971                |
| Vikingagravfynd (Norge, Danmark)             | 0   | 3   | 42   |        |       | 5     | 13  | 3   | 3   | 0   | 1,5 | 3   | 19,5 | 0   | 0   | 0   | 0   | 0   | 0      | 62                 |

Följande tabell visar frekvensen av Y-DNA-haplogrupper för testade män med svenskt modersmål eller vars tidigast kända person på faderslinjen har härkomst i Sverige:
| Härkomst\Y-DNA-haplogrupp                    | I1 | I2*/I2a | I2b | R1a  | R1b  | G | J2  | J*/J1 | E1b1b | T | Q   | N    | Antal testpersoner |
| -------------------------------------------- | -- | ------- | --- | ---- | ---- | - | --- | ----- | ----- | - | --- | ---- | ------------------ |
| Hela Sverige modern tid                      | 37 | 1,5     | 3,5 | 16   | 21,5 | 1 | 2,5 | 0     | 3     | 0 | 2,5 | 7    | Över 1000          |
| Gotland modern tid                           | 50 | 0       | 5,5 | 14,5 | 17,5 | 0 | 0   | 0     | 1     | 2 | 4   | 7,5  | 100 till 250       |
| Samisktalande idag (Sverige, Finland, Norge) | 27 | 0       | 0   | 13   | 7    | 0 | 0,5 | 0     | 0,5   | 0 | 0   | 53   | 250 till 500       |
| Finland modern tid                           | 28 | 0       | 0,5 | 5    | 3,5  | 0 | 0   | 0     | 0,5   | 0 | 0   | 61,5 | Över 1000          |

## DNA-släktforskning i Sverige
Nätverket Svenska Sällskapet för Genetisk Genealogi (SSGG) grundades 2014 och sprider information om släktforskning med hjälp av DNA-test, bland annat via facebookgruppen DNA-anor. Exempel på bemärkta DNA-släktforskare, föreläsare och författare inom området är:
- Peter Sjölund
- Karin Bojs

### Bekräftade medeltida släkter
DNA har testats från kvarlevor i ett antal historiska personers förmodade gravar:
| Släkt/namn                               | Levnadsår cirka | Gravplats             | Ydna- haplogrupp | MtDNA- haplogrupp |
| ---------------------------------------- | --------------- | --------------------- | ---------------- | ----------------- |
| Folkungarna/Bjälboätten, Birger Jarl     | 1210-1266       | Varnhems klosterkyrka | I1 (=I-M253)     | H                 |
| Mechtild av Holstein                     | 1220-1288       | Varnhems klosterkyrka | -                | U5b1              |
| Folkungarna/Bjälboätten, Erik Birgersson | 1241-1275       | Varnhems klosterkyrka | I1 (=I-M253)     | Z1a               |

De äldsta svenska leden där släktforskning har verifierats genom fullständiga DNA-tester på nu levande ättlingar till minst minst två barn till personen är följande:
| Namn/släkt                                                          | Född ca        | Plats                                   | Typ av test | Haplogrupp                         |
| ------------------------------------------------------------------- | -------------- | --------------------------------------- | ----------- | ---------------------------------- |
| Buresläkten, Gamle Olof Herssesson                                  | 1390           | Bureå, Skellefteå socken (AC)           | Y-DNA       | G2a2b2a1a1b1a1a2a1b > G-Z30729     |
| Stjärna Kopparbergssläkten, Olof Nilsson                            | 1420           | Vika socken (W)                         | Y-DNA       | R1a1a1b1a2b3 (=R-CTS3402) > R-JN80 |
| Stugusläkten, Erik Halvardsson                                      | 1465           | Stuguns socken (Z)                      | Y-DNA       | I1a2a1a1d1a1a2c10a2a (=I-Y24467)   |
| Birkarlen Nils Olofsson Rehn                                        | 1480           | Hamnen, Öjebyn, Piteå (BD)              | Y-DNA       | I1a1b1a4a1a1c1 (=I-Y17401)         |
| Herman                                                              | 1480           | Skråmträsk, Skellefteå socken (AC)      | Y-DNA       | I1 (=I-M253)                       |
| Kristina Samuelsdotter, hustru till Andreas Petri Grubb i Bureätten | 1520           |                                         | MtDNA       | J1c2b                              |
| Magdalena (Malin) Eriksdotter, hustru till Östen Eriksson Sursill   | 1520 till 1535 | Teg, Umeå (AC)                          | MtDNA       | J1c7a                              |
| Släkten Blix Ovikenlinje, Erik Eriksson Blix                        | 1576           | Oviken (Z), dåvarande Norge             | Y-DNA       | I1a2a1a1d1a1a > I-Y166952          |
| Skanckeättens Hackåslinje, äldre Hovgrenen, Peder Jensson           | 1577           | Hov, Hackås socken (Z), dåvarande Norge | Y-DNA       | R1b1a1a2a1a1b1a > R-BY25576        |

### Användning i kriminalfall
Sedan den 1 januari 2019 tillåter svensk lag polisen att göra familjesökning av dna-profiler från spår på brottsplatser, både i polisens egna  dna-databaser och i släktforskningsdatabaser. Dna-resultat behöver alltså inte ge en exakt träff på en gärningsman, utan det blev tillåtet att göra släktforskning på personer med liknande dna för att identifiera en misstänkt. Emellertid hindrar flera kommersiella dna-släktforskningsdatabasers användaravtal polisen att skicka in dna eller dna-testresultat från okända personer, åtminstone utan domstolsorder, exempelvis databasen myheritage.com. Användare kan dock kostnadsfritt ladda upp sitt dna-resultat till den kommersiella tredjepartsdatabasen gedmatch.com, som tillåter att även polisen laddar upp dna-profiler från brottsplatser i syfte att lösa grova brott. Många olösta brott har lösts i USA med hjälp av denna databas. Det har dock förekommit att amerikansk polis har använt databasen för att lösa ett icke grovt brott (misshandel). Efter den händelsen måste användarna av gedmatch sedan maj 2019 uttryckligen bekräfta att de tillåter att resultatet jämförs med dna-profiler som polisen har laddats upp. Även databasen familytreedna.com, som är den vanligaste bland svenskar, tillåter användning av polisen för att ”identifiera kvarlevor av avlidna personer” eller för att ”identifiera förövare vid mord, sexuella övergrepp eller kidnappning”.
Dna-familjesökning eller dna-släktforskningsdatabaser har använts i följande fall i Sverige: 
- Februari 2019: Polisens kalla fallgrupp i södra Sverige, och den kroatiska polisen, konstaterade att "Ekebymannen", som hittades död utanför Helsingborg 2003, sannolikt kom från Rijeka-området. Det är det första fallet i Europa där dna-släktforskning har kunnat användas för att ta reda på varifrån ett oidentifierat mordoffer kommer. Databasen gedmatch.com användes.[47]
- Maj 2019: Billdals-domen – en person fälldes för grov våldtäkt 2004 i Billdal. Utredningen använde DNA-familjesökning i polisens DNA-register, men mannen avslöjade sig bland annat genom att han inte var villig att lämna ifrån sig DNA.[48]
- Juni 2020: Dubbelmordet i Linköping 2004 – en man greps i det första fallet där svensk polis har använt DNA-släktforskning med en kommersiell släktforskningsdatabas. Databasen gedmatch.com gav först för svaga träffar. En träff i familytreedna.com på en amerikansk svenskättling kombinerat med släktforskning tillbaka till kring år 1800 gav resultat tillsammans med DNA från en svensk kvinna.[46][49] Gärningsmannen visade sig vara hennes kusinbarn.[49]

## Lista över DNA-släktforskningsföretag
| Rank | Företag       | Huvudkontor                     | Grundat | Antal testade personer globalt | Datum        | Källa  |
| ---- | ------------- | ------------------------------- | ------- | ------------------------------ | ------------ | ------ |
| 1    | Ancestry      | Lehi, Utah, USA                 | 1983    | 15 000 000                     | oktober 2019 | [ 50 ] |
| 2    | 23andMe       | Sunnyvale, Kalifornien, USA     | 2006    | 10 000 000                     | oktober 2019 | [ 50 ] |
| 3    | Myheritage    | Or Yehuda, Israel               | 2003    | 2 500 000                      | 20 maj 2019  | [ 51 ] |
| 4    | FamilyTreeDNA | Houston, Texas, USA             | 2000    | 850 000                        | oktober 2019 | [ 50 ] |
| 5    | Living DNA    | Frome, Somerset, Storbritannien | 2016    |                                |              |        |
| 6    | meuDNA        | São Paulo, Brasilien            | 2019    |                                |              |        |